# 塞克斯
塞克斯（法語：Seix，法語發音：[sɛks]）是法国阿列日省的一个市镇，位于该省西南部，属于圣日龙区。

## 地名
该地名“Seix”发音为[sɛks]，末尾字母“s”发音，《世界地名翻译大辞典》与《世界地名译名词典》将其误译作“塞村”。

## 地理
塞克斯（42°51'52"N, 1°12'3"E）面积86.78 平方千米，位于法国奧克西塔尼大區阿列日省，该省份为法国西南部内陆省份，西部和北部与上加龙省接壤，东临奥德省，东南至东比利牛斯省接壤，南与安道尔和西班牙接壤。
与塞克斯接壤的市镇（或旧市镇、城区）包括：贝特马勒、库夫朗、乌斯特、桑特纳克杜斯特、苏埃克斯-罗加勒、于斯图、阿尔塔内乌。
塞克斯的时区为UTC+01:00、UTC+02:00（夏令时）。

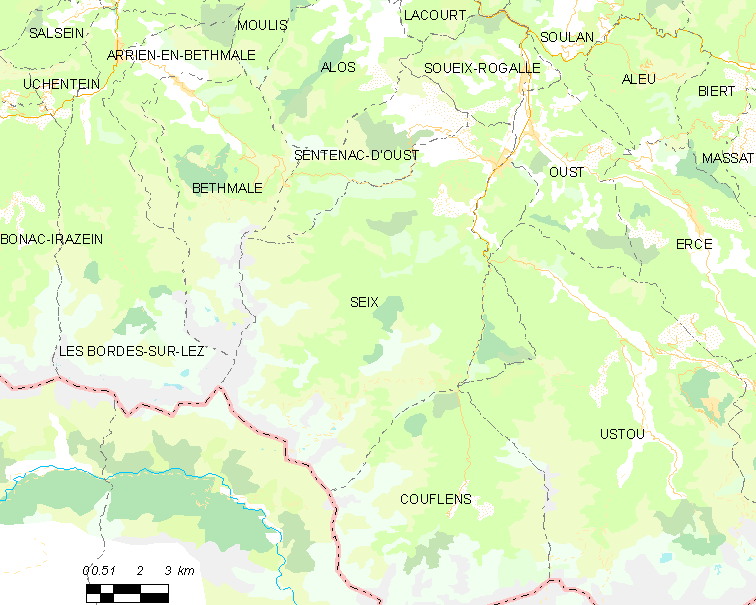
塞克斯的OSM定位图

## 行政
塞克斯的邮政编码为09140，INSEE市镇编码为09285。

## 政治
塞克斯所属的省级选区为库斯朗东县。

## 人口

1962-2008年间塞克斯人口变化图示

塞克斯于2022年1月1日时的人口数量为743人。